# The Complete Live at the Plugged Nickel 1965
The Complete Live at the Plugged Nickel 1965 ist ein Jazz-Album von Miles Davis. Es wurde bei mehreren Konzerten im Jazzclub Plugged Nickel in Chicago am 22. und 23. Dezember 1965 aufgenommen. In vollständiger Form wurden die Aufnahmen 1995 unter diesem Titel von Columbia Records veröffentlicht.

## Vorgeschichte des Albums
Im September hatte Miles Davis – nach dem Weggang von George Coleman – mit dem Eintritt von Wayne Shorter sein klassisches „zweites Miles Davis Quintett“ gebildet. Nach einem Auftritt auf den Berliner Jazztagen 1964 (festgehalten auf dem Album „Miles in Berlin“) nahm die neue Band im Januar 1965 ein Studioalbum mit Eigenkompositionen auf („E.S.P.“). Im Dezember folgte ein zweiwöchiges Gastspiel im Chicagoer Jazzclub „Plugged Nickel“.

## Die Musik
„Wer das neue Davis-Quintett allein von seiner Studioplatte kannte, konnte schwerlich ein Bild von der Konzert-Realität der Gruppe gewinnen.“ Die „in einer unwiderstehlichen Clubatmosphäre aufgezeichneten“ Aufnahmen aus dem Plugged Nickel bilden den Höhepunkt einer Reihe von Live-Aufnahmen, die seit 1963 entstanden sind (wie Miles Davis in Europe oder My Funny Valentine). Richard Cook und Brian Morton nennen die Aufnahmen ein monumentales Dokument (…), dessen fünf oft differierende Dialekte das meiste von dem, was als „Post Bop“ bezeichnet wird, definiert haben. (…) Tempo, und Harmonien, Melodie und Dynamik werden radikal überdacht. Die Improvisationen der Aufnahmen wären einige Jahre vorher noch undenkbar gewesen. Jedes Thema wird nur kurz angespielt, dann „nach Belieben in eine Balladenstimmung oder in eine hektische Treibjagd verwandelt,“ so der Davis-Biograph Peter Wießmüller. „Ein solcher Ablauf ist in einer weiteren Version von So What zu verfolgen, das thematische nur mehr als musikalisches Kürzel angedeutet wird, noch schneller als in der Berliner Philharmonie, und in „All Blues“, in dem Shorters Talent zur freien Gestaltung gut zur Geltung kommt. Solistisch räumt Davis seinem in Hochform befindlichen Mann am Tenorsax sehr viel Raum ein. Im Verlauf seiner Soli spielt Shorter sich oft völlig von jeglicher metrischer Strukturierung frei, allerdings ohne jemals den Faden zum musikalischen Gesamtzusammenhang zu verlieren.“
In seiner Autobiographie beschreibt Herbie Hancock, dass er auf der Anreise zum Konzert mit Tony Williams beschlossen hatte, jeder in der Band solle genau das Gegenteil von dem spielen, was sie sonst gespielt hätten: leise Töne, wo sie sonst laut spielten; Cymbals statt Bassdrum usw. Zu diesem Zeitpunkt traten sie seit über einem Jahr gemeinsam auf und suchten nach neuen Herausforderungen in ihrem Spiel. Shorter und Carter wurden kurz vor Konzertbeginn ebenfalls eingeweiht, Davis jedoch wusste davon nichts. Erst bei der Ankunft merkten sie, dass ihre Sets aufgenommen werden würden.

## Diskographische Anmerkungen
Im Jahr 1982 erschien zunächst eine Auswahl von acht Titeln der Live-Aufnahmen aus dem „Plugged Nickel“ unter dem Titel „Miles Davis – Live at the Plugged Nickel“ (Columbia C2 38266) bzw. in Japan unter dem Titel „Miles Davis at Plugged Nickel, Chicago“ (Sony 25 AP 1/291). 1987 folgte eine weitere Auswahl mit dem Album „Cookin' at the Plugged Nickel“ (Columbia CBS 460607 1). Michael Cuscuna hat 1995 dafür gesorgt, das die sieben mitgeschnittenen Konzertsets in einem 8 CDs umfassenden Album veröffentlicht wurden; es trägt den Titel „The Complete Live at the Plugged Nickel 1965“ (Columbia CXK 66955). Eine Auswahl in Form einer Einzel-CD trägt den Titel „Highlights from the Plugged Nickel“ (Columbia CK67377). Die Cover-Fotografie stammt von Lee Tanner.

## Die Titel
22. Dezember 1965, Set 1
1. If I Were a Bell (F. Loesser)
2. Stella by Starlight (N. Washington-V. Young)
3. Walkin' (R. Carpenter)
4. I Fall in Love Too Easily (Sammy Cahn – Jule Styne)
5. The Theme (M. Davis)

22. Dezember 1965, Set 2 (2 CDs)
1. My Funny Valentine (R. Rodgers-L. Hart)
2. Four (M. Davis)
3. When I Fall in Love (E. Heyman-V. Young)
4. Agitation (M. Davis)
5. 'Round Midnight (B. Hanighen – C. Williams-T. Monk)
6. Milestones (M. Davis)
7. The Theme (M. Davis)

22. Dezember 1965, Set 3
1. All of You (C. Porter)
2. Oleo (S. Rollins)
3. I Fall in Love Too Easily (S. Cahn-J. Styne)
4. No Blues (M. Davis)
5. I Thought About You (J. Mercer-J. Van Heusen)
6. The Theme (M. Davis)

23. Dezember 1965, Set 1
1. If I Were a Bell (F. Loesser)
2. Stella by Starlight (N. Washington-V. Young)
3. Walkin' (R. Carpenter)
4. I Fall in Love Too Easily (S. Cahn-J. Styne)
5. The Theme (M. Davis)

23. Dezember 1965, Set 2
1. All of You (C. Porter)
2. Agitation (M. Davis)
3. My Funny Valentine (R. Rodgers-L. Hart)
4. On Green Dolphin Street (N. Washington-B. Kaper)
5. So What (M. Davis)
6. The Theme (M. Davis)

23. Dezember 1965, Set 3
1. When I Fall in Love (E. Heyman-V. Young)
2. Milestones (M. Davis)
3. Autumn Leaves (J. Prevert-J. Mercer-J. Kosma)
4. I Fall in Love Too Easily (S. Cahn-J. Styne)
5. No Blues (M. Davis)
6. The Theme (M. Davis)

23. Dezember 1965, Set 4
1. Stella by Starlight (N. Washington-V. Young)
2. All Blues (M. Davis)
3. Yesterdays (J. Kern-O. Harbach)
4. The Theme (M. Davis)